# Collezioni d'arte della Fondazione Cariplo

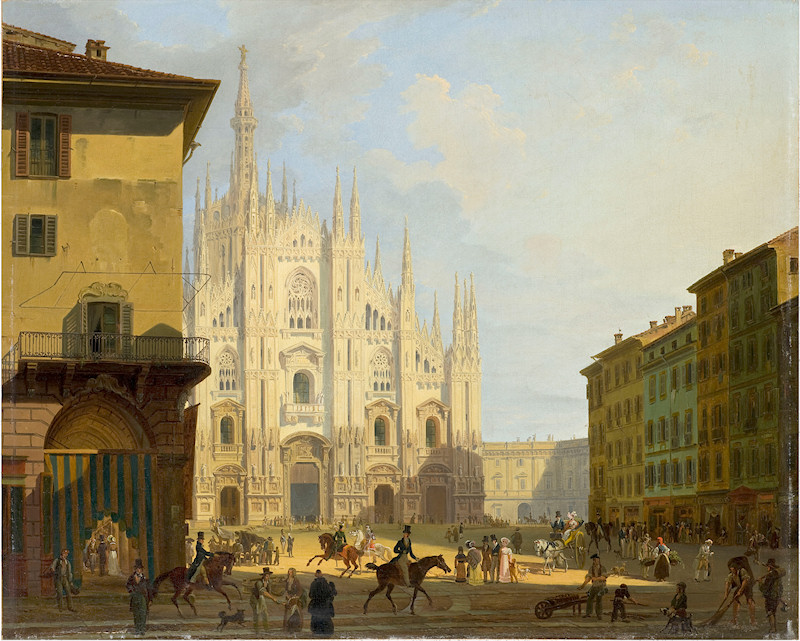
Giovanni Migliara, Veduta di piazza del Duomo in Milano (1819)

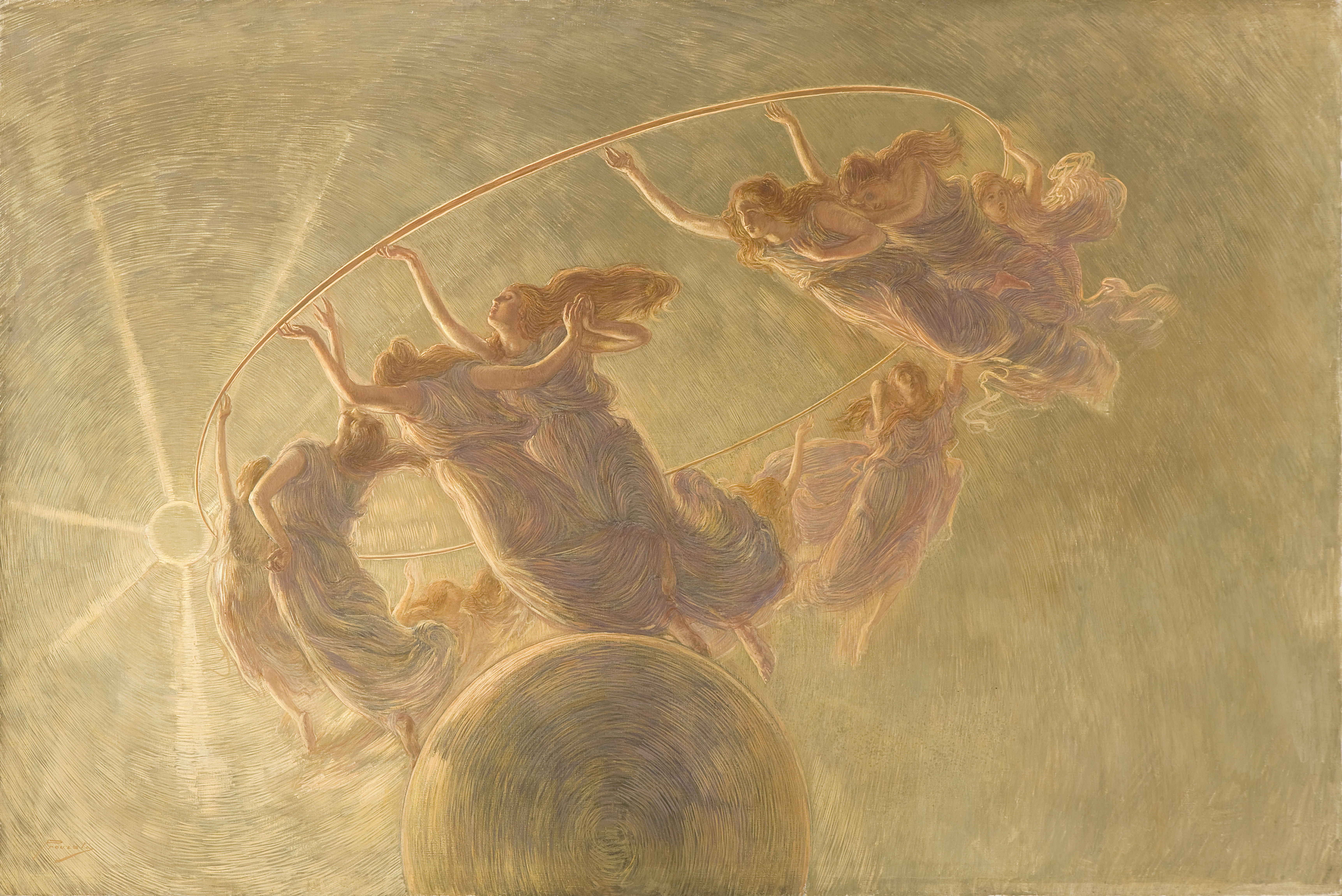
Gaetano Previati, La danza delle ore (1899)

Le Collezioni d'arte della Fondazione Cariplo consistono in una raccolta di opere d’arte, costituita da 767 dipinti, 116 sculture, 51 oggetti e arredi di epoca compresa tra il I secolo e la seconda metà del Novecento.  La collezione spazia dalla scultura lapidea tardo antica, a quella lignea di età medievale, alla pittura italiana rinascimentale e dell’età barocca, fino ad opere dell'Ottocento italiano e nella fattispecie lombardo.

## Storia
L'istituto bancario Cariplo (Cassa di Risparmio delle Province Lombarde) inizia a costituire la propria collezione nel 1923, cioè a un secolo esatto di distanza dalla data di nascita della Banca stessa.
La collezione si costituisce attraverso l'acquisizione di dipinti e sculture di artisti contemporanei esposti alle molteplici rassegne d'arte milanesi con l'obiettivo di promuovere e incoraggiare il lavoro degli artisti operanti sul territorio lombardo, specialmente i giovani.
Questa politica prosegue anche al termine della seconda guerra mondiale, conoscendo un sostanzioso incremento mediante un programma di sistematici acquisti effettuati alle rassegne annuali della Società Permanente e alle mostre d'arte sacra dell'Angelicum; dalla fine degli anni Sessanta si accredita la prassi di effettuare gli acquisti in occasione delle vendite indette dalle case d'asta.
La collezione si accresce ulteriormente con l'acquisizione del patrimonio artistico dell'Istituto Bancario Italiano.
Completa l'assetto della collezione la galleria dei ritratti dei presidenti della Cariplo, formata da dipinti e sculture dell'Ottocento e del Novecento raffiguranti non pochi tra i protagonisti della moderna economia italiana.
La raccolta è poi ereditata, all'indomani della legge Amato, dalla Fondazione Cariplo che la accresce per effetto di donazioni successive (lascito Manara, Grolla, Marcenaro).
Nel 2011 all'interno del progetto Share Your Knowledge, la fondazione ha reso disponibili con licenza CC BY-SA le schede degli autori e delle opere d'arte e le immagini in bassa risoluzione delle opere presenti nelle proprie collezioni.

## Le Gallerie d'Italia - Milano

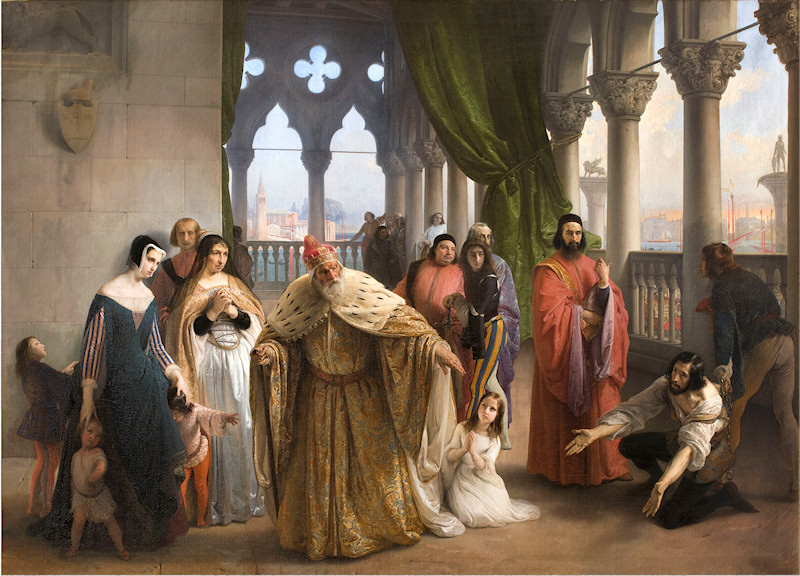
Francesco Hayez, L'ultimo abboccamento di Giacomo Foscari figlio del doge Giuseppe (1838)

Il 3 novembre 2011 apre a Milano Gallerie d'Italia - Milano, museo dedicato all'Ottocento e frutto della collaborazione di Fondazione Cariplo e Intesa Sanpaolo con 197 capolavori (135 delle Collezioni d'arte della Fondazione Cariplo e 62 di Intesa Sanpaolo), lungo un percorso che si apre con i bassorilievi del Canova e si conclude con opere di Boccioni e Garau.

## Elenco degli autori presenti nelle collezioni
A
- Vincenzo Abbati
- Mario Acerbi
- Francesco Albotto
- Attilio Alfieri
- Luca Alinari
- Giuseppe Amisani
- Aldo Andreani
- Antonianos di Afrodisia
- Fausto Antonioli
- Emanuele Appendini
- Andrea Appiani
- Ercole Salvatore Aprigliano
- Francesco Filippo Arata
- Silvestro Ariscola

B
- Giovanni Balansino
- Salvatore Balsamo
- Achille Barbaro
- Alessandro Barbieri
- Contardo Barbieri
- Donato Barcaglia
- Ugo Vittore Bartolini
- Ferruccio Baruffi
- Jacopo Bassano (bottega di)
- Francesco Battaglioli
- Ernesto Bazzaro
- Leonardo Bazzaro
- Mario Bazzi
- Alberto Bazzoni
- Giorgio Belloni
- Simon Benetton
- Nicolas Berchem
- Cirillo Bertazzoli
- Giorgina Bertolucci di Vecchio
- Oreste Betti
- Mario Bettinelli
- Bartolomeo Bezzi
- Amedeo Bianchi
- Mosè Bianchi
- Giuseppe Biasi
- Mario Biazzi
- Mario Biglioli
- Osvaldo Bignami
- Adriana Bisi Fabbri
- Fulvia Bisi
- Luigi Bisi
- Giovanni Boldini
- Arturo Bonfanti
- Leonardo Borgese
- Pompeo Borra
- Odoardo Borrani
- Timo Bortolotti
- Carlo Bozzi
- Giovanni Brancaccio
- Gastone Breddo
- Cesare Breveglieri
- Luigi Brignoli
- Remo Brindisi
- Anselmo Bucci
- Vittorio Bussolino

C
- Guido Cadorin
- Alberto Caligiani
- Ercole Calvi
- Pompeo Calvi
- Gianfranco Campestrini
- Carlo Canella
- Giuseppe Canella
- Pietro Canonica
- Antonio Canova
- Innocente Cantinotti
- Giovanni Bernardo Carbone
- Filippo Carcano
- Francesco Carini
- Luca Carlevarijs
- Giovanni Carnovali
- Aldo Carpi
- Guido Carrer
- Rosalba Carriera
- Michele Cascella
- Daphne Casorati Maugham
- Giannino Castiglioni
- Vincenzo Catena (bottega di)
- Achille Cattaneo
- Luigi Cauda
- Ludovico Cavaleri
- Attilio Cavallini
- Carlo Ceresa
- Giuseppe Cerrina
- Gaetano Chierici
- Beppe Ciardi
- Emma Ciardi
- Guglielmo Ciardi
- Antonio Cifrondi
- Virginio Ciminaghi
- Pier Francesco Cittadini
- Viviano Codazzi
- Florin Codre
- Enrico Coleman
- Augusto Colombo
- Giovanni Colombo
- Adone Comboni
- Gigi Comolli
- Luigi Conconi
- Silvio Consadori
- Raffaello Consortini
- Aldo Conti
- Alfonso Corradi
- Salvatore Corvaya
- Gino Cosentino
- Ettore Cosomati
- Giovanni Costa
- Jacques Courtois
- Giuseppe Maria Crespi
- Carlo Cressini
- Luigi Crippa

D
- Edoardo Dalbono
- Angelo Dall'Oca Bianca
- Giovanni Stefano Danedi
- Arturo Dazzi
- Sebastiano De Albertis
- Cristoforo De Amicis
- Domenico De Bernardi
- Nicolas De Corsi
- Fernando De Filippi
- Raffaele De Grada
- Andrea De Lione
- Pedro de Mena
- Filippo de Pisis
- Francesco De Rocchi
- Jules Jean-Baptiste Dehaussy
- Mario Della Foglia
- Lorenzo Delleani
- Michele Desubleo
- Beppe Devalle
- Filippo Teodoro di Liagno
- Alfredo Di Romagna
- Antonio Discovolo
- Gaspare Diziani
- Carlo Donelli
- Antonio Donghi
- Leonardo Dudreville
- Gaspard Dughet

E
- Giuseppe Elena
- Giovanni Antonio Emanueli

F
- Fabio Fabbi
- Guido Farina
- Gennaro Favai
- Giacomo Favretto
- Charles Fayod
- Gino Federici
- Adolfo Feragutti Visconti
- Gregorio Fernández
- Arturo Ferrari
- Carlo Ferrari
- Giuseppe Ferrata
- Tano Festa
- Francesco Filippini
- Luigi Filocamo
- Napoleone Giovanni Fiumi
- Alessandro Focosi
- Pietro Foglia
- Enrico Fonda
- Achille Formis
- Piero Fornasetti
- Andrea Fossombrone
- Innocenzo Fraccaroli
- Pietro Fragiacomo
- Felicita Frai
- Umberto Franzosi
- Vittore Frattini
- Ernst Freiesleben
- Émile Friant
- Donato Frisia
- Achille Funi

G
- Giacomo Gandi
- Salvatore Garau
- Vincenzo Gemito
- Franco Gentilini
- Melchiorre Gherardini
- Eugenio Gignous
- Lorenzo Gignous
- Luigi Gioli
- Luca Giordano
- Bartolomeo Giuliano
- Piero Giunni
- Francesco Gnecchi
- Emilio Gola
- Marco Gozzi
- Giovanni Grande
- Nicola Grassi
- Ottavio Grolla
- Giannino Grossi
- Giacomo Grosso
- Orazio Costante Grossoni
- Kriss Guenzati Dubini
- Giuseppe Guerreschi
- Sergio Guerreschi
- Virgilio Guidi
- Bartolomeo Guidobono
- Renato Guttuso
- Beppe Guzzi

H
- Francesco Hayez

I
- Domenico Induno
- Gerolamo Induno
- Angelo Inganni
- Vincenzo Irolli

J
- Pio Joris
- Italo Josz

K
- Ivan Karpoff
- Hermann Kern

L
- Dino Lanaro
- Andrea Lanzani
- Cesare Laurenti
- Giovanni Battista Lelli
- Umberto Lilloni
- Fausto Locatelli
- Raffaello Locatelli
- Francesco Lojacono
- Emilio Longoni
- Alessandro Lupo

M
- Maestro dei fiori guardeschi
- Cesare Maggi
- Giuseppe Maggiolini
- Emilio Magistretti
- Giovanni Maimeri
- Vincenzo Malò
- Gianfranco Manara
- Antonio Mancini
- Carlo Mancini
- Francesco Mancini (pittore 1830-1905)
- Enrico Manfrini
- Luigi Mantovani
- Giuseppe Manzone
- Giacomo Manzù
- Anacleto Margotti
- Pompeo Mariani
- Piero Martina
- Arturo Martini
- Carlo Martini
- Guido Marussig
- Ennio Marzano
- Arrigo Renato Marzola
- Giuseppe Mascarini
- Aldo Mazza
- Giuseppe Menato
- Ilario Mercanti
- Francesco Messina
- Francesco Paolo Michetti
- Giovanni Migliara
- Vincenzo Migliaro
- Alessandro Milesi
- Arrigo Minerbi
- Federico Moja
- Giuseppe Molteni
- Giuseppe Montanari
- Cesare Monti
- Umberto Montini
- Angelo Morbelli
- Foggia Mario Moretti
- Antonio Moretti
- Gino Moro
- Marzio Moro
- Cesarina Mottironi
- Gabriele Mucchi
- Pieter Mulier
- Giulio Vito Musitelli

N
- Carlo Nangeroni
- Giovanna Nascimbene Tallone
- Renato Natali
- Gerolamo Navarra
- Mario Nigro
- Charles Francois Nivard
- Plinio Nomellini
- Luigi Nono
- Pietro Novelli
- Giuseppe Novello

O
- Augusto Ortolani
- Pasquale Ottino

P
- Carlo Paganini
- Eleuterio Pagliano
- Giuseppe Palanti
- Filippo Palizzi
- Giuseppe Palizzi
- Laura Panno
- Gilda Pansiotti
- Pierluigi Parzini
- Arturo Pasetto
- Antonio Pasinetti
- Lazzaro Pasini
- Ezio Pastorio
- Angelo Pavan
- Riccardo Pellegrini
- Ugo Piatti
- Antonio Piccinni
- Orazio Pigato
- Ernesto Pirovano
- Carlo Pizzi
- Lodovico Pogliaghi
- Silvio Poma
- Giuseppe Ponga
- Giacomo Antonio Ponsonelli
- Giuseppe Porta (1807)
- Walter Pozzi
- Luigi Prada
- Attilio Pratella
- Carlo Preda
- Luigi Premazzi
- Gaetano Previati
- Giulio Cesare Procaccini
- Scipione Pulzone

Q
- Gianni Quaglio
- Luigi Querena

R
- Ambrogio Raffaele
- Aldo Raimondi
- Camillo Rapetti
- Richard Reinagle Ramsay
- Gian Piero Restellini
- Leonardo Roda
- Alonzo Rodriguez
- Pietro Ronzoni
- Johann Heinrich Roos
- Ottone Rosai
- Mario Rossello
- Attilio Rossi
- Giulio Rossi
- Luigi Rossi
- Vanni Rossi
- Carlo Fortunato Rosti
- Francesco Rustici
- Teodolinda Sabaino Migliara

S
- Paolo Sala
- Roberto Sambonet
- Salvatore Saponaro
- Francesco Sartorelli
- Giulio Aristide Sartorio
- Aligi Sassu
- Ferruccio Scattola
- Gregorio Sciltian
- Alfredo Scocchera
- Lello Scorzelli
- Giovanni Segantini
- Pompilio Seveso
- Pacifico Sidoli
- Telemaco Signorini
- Giuseppe Simonelli
- Francesco Simonini
- Mario Sironi
- Ardengo Soffici
- Giuseppe Solenghi
- Emilio Sommariva
- Giovanni Sottocornola
- Armando Spadini
- Francesco Speranza
- Adriano Spilimbergo
- Ilario Spolverini
- Nino Springolo
- Romano Stefanelli
- Ottavio Steffenini
- Luigi Stracciari

T
- Remo Taccani
- Clemente Tafuri
- Carlo Costantino Tagliabue
- Cesare Tallone
- Guido Tallone
- Orfeo Tamburi
- Giovanni Battista Tiepolo
- Sirio Tofanari
- Fiorenzo Tomea
- Adolfo Tommasi
- Ludovico Tommasi
- Arturo Tosi
- Ernesto Treccani
- Angelo Trezzini
- Giulio Turcato

U
- Giuseppe Ugolini
- Stefano Ussi

V
- Bassano Vaccarini
- Francesco Valaperta
- Ludwig Valenta
- Simon Johannes Van Douw
- Allaer Van Everdingen
- Gaspar Van Wittel
- Francesco Vanni
- Alessandro Varotari
- Vincenzo Vela
- Mario Vellani Marchi
- Gaspare Venturini
- Renato Vernizzi
- Giulio Cesare Vinzio
- Volterrano Volterrani

W
- Richard Wilson
- Teodoro Wolf Ferrari

X
- Ettore Ximenes

Z
- Luigi Zago
- Giuseppe Zais
- Lodovico Zambeletti
- Adelina Zandrino
- Vittore Zanetti Zilla
- Bartholomaeus Zeitblom
- Umberto Ziveri
- Carlo Zocchi
- Guido Zuccaro
- Luigi Zuccoli